# Бурса Ататюрк
Бурса Ататюрк (тур. Bursa Atatürk Stadyumu) — многофункциональный стадион в Бурсе, функционировавший в 1979—2016 годах.
Стадион был построен практически заново в 1979 году на месте старого, на котором с 1930-х годов играли любительские клубы, а с 1950 года — профессиональный клуб «Бурсаспор». Стадион вмещал 18 500 зрителей, но для проведения Лиги чемпионов в 2009 году вместимость увеличили до 25 213 мест.
Когда Турция претендовала чемпионат Европы по футболу 2016 года, стадион «Бурса Ататюрк» был одним из кандидатов. Однако заявка Турции проиграла.
Поскольку стадион успел устареть, в 2009 году был представлен проект нового современного сооружения. В 2011—2015 годах была построена «Тимса-Арена» вместимостью более 40 тыс. зрителей, куда и переехал «Бурсаспор», сыграв первый матч в декабре 2015 года.
А в 2016 году «Бурса Ататюрк» был снесён.